# 大塚製薬ニュートラシューティカルズ事業部 presents 輝くわたし〜ふわり きらり
『大塚製薬ニュートラシューティカルズ事業部 presents 輝くわたし〜ふわり きらり』（おおつかせいやくニュートラシューティカルズじぎょうぶプレゼンツ かがやくわたし ふわり きらり）は、九州地区のNRN加盟局（沖縄県を除く）で放送されていた九州朝日放送（KBCラジオ）製作の教養番組。KBCラジオでは2024年2月3日から同年6月29日まで放送。

## 概要
40代に入ってからの心と体の不調に悩む女性に向けて放送されていた15分番組。番組は、心身ともに輝いていると番組側が考える女性ゲストと医療従事者をスタジオに迎え、健やかに美しく生きていくためのヒントを伺っていた。

## ネット局
- KBCラジオ（製作局）：土曜 7:00 - 7:15
- 長崎放送・NBCラジオ佐賀：日曜 7:10 - 7:25
- 熊本放送：日曜 7:30 - 7:45
- 大分放送：日曜 6:30 - 6:45
- 宮崎放送：日曜 5:00 - 5:15
- 南日本放送：日曜 7:00 - 7:15

## 出演者

### パーソナリティ
- 加藤恭子（KBCアナウンサー）

### ゲスト

#### 2024年
- 2月：徳永玲子（タレント）
- 3月：西本美恵子（タレント）
- 4月：真璃子（歌手・タレント） - 体裁上は4月マンスリーゲストだが、3月30日から5月4日まで出演。
- 5月：中澤裕子（タレント） - 体裁上は5月マンスリーゲストだが、5月11日から6月1日まで出演。
- 6月：斉藤ふみ（タレント）